# Planking

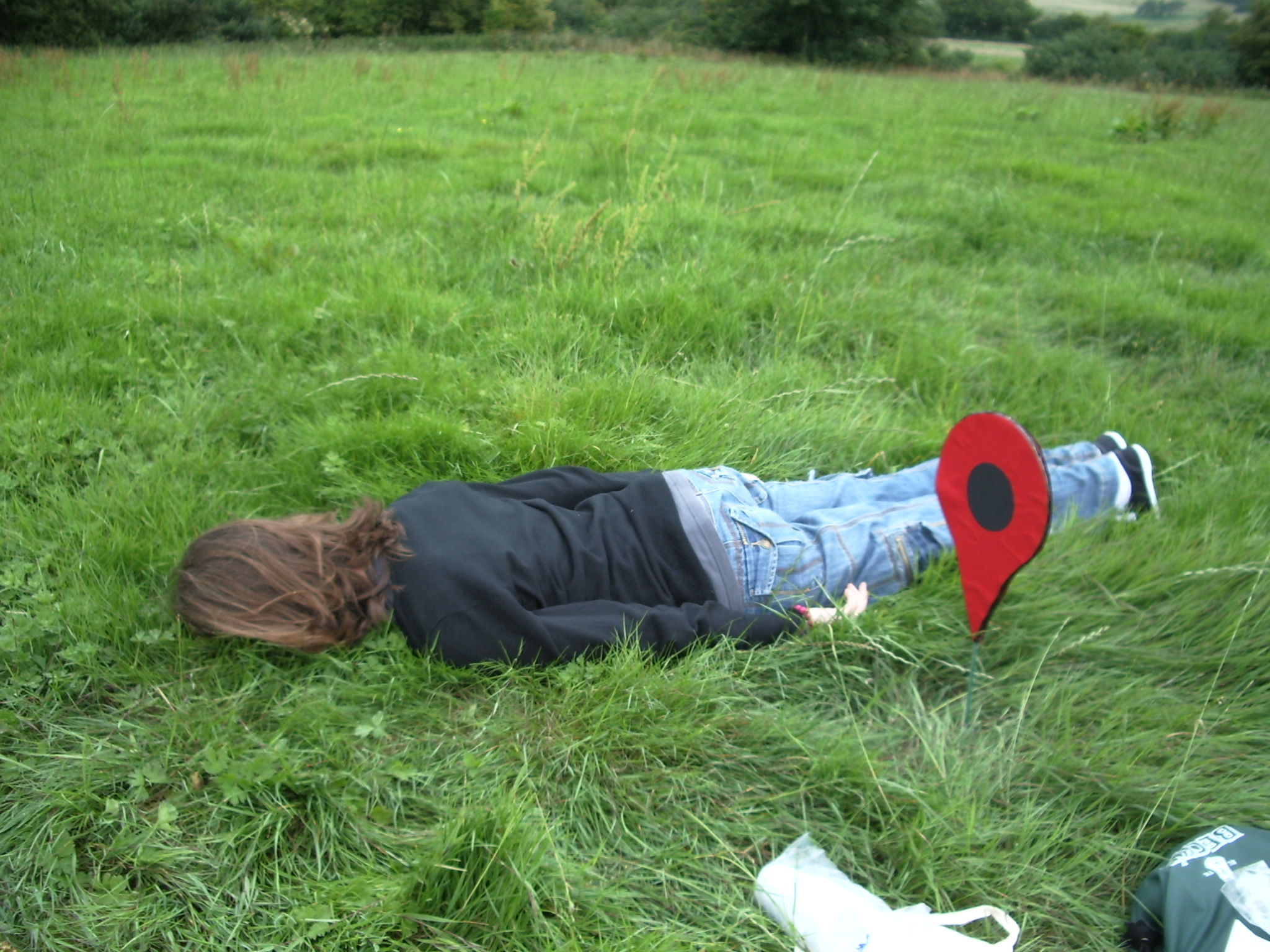
Persona che fa planking in un campo

Planking (o Lying Down Game) è un'attività che consiste nel distendersi faccia a terra in una località strana o improbabile. Entrambe le mani devono toccare i fianchi. Venire fotografati durante l'azione e postare poi l'immagine su internet è parte integrante del gioco. La sfida sta nel trovare la località più particolare e originale in cui giocare. Il termine "planking" significa "imitare un tavolato in legno". Mantenere la rigidità del corpo è un'altra delle caratteristiche essenziali del gioco.
Dall'inizio del 2011 molti dei partecipanti al gioco si sono fatti fotografare sopra pali, tetti e veicoli. Ma il planking può constare anche nel distendersi semplicemente su una superficie piatta, o mantenere il corpo orizzontale pur essendo sostenuti solo in alcuni punti del corpo mentre altre zone sono sospese nel nulla.

## Storia e origini
L'attore Tom Green asserisce di aver inventato il planking nel 1994 e ha fornito delle prove video tratte da MTV. Un'altra versione vuole che Gary Clarkson e Christian Langdon ne siano gli inventori: secondo la BBC, essi dicono di aver inventato il planking nel 2000, mentre Tom Meltzer (The Guardian) dice di esserne l'inventore, avendo ideato questo gioco prima del 1998, chiamato all'epoca semplicemente "The Lying Down Game".
Il 19 luglio 2011 vi è una singolare evoluzione di quello che fino ad allora risultava essere solo un gioco: un numero elevato di studenti dell'Università delle Filippine si sdraia a terra, riproducendo le modalità del planking, al fine di protestare contro i tagli all'istruzione. Due mesi dopo un altro gruppo di manifestanti, per protestare contro l'aumento dei prezzi dei carburanti, blocca le strade della capitale Manila usando al stessa tattica. Il planking utilizzato come metodo di resistenza nonviolenta e disobbedienza civile diventa in rapido tempo così frequente e così efficace da portare la giunta comunale di Quezon City (città più popolosa delle Filippine) ad emanare un Anti-Planking Act al fine di impedire la pratica del planking come forma di dissenso. La notizia ottenne rapidamente una forte eco su Internet, portando la maggior parte degli utenti a esprimere solidarietà ai manifestanti e a deridere il provvedimento.